# Viviana Vizzini
Pour les articles homonymes, voir Vizzini (homonymie).
Viviana Vizzini, née le 6 juin 1993 à Caltanissetta en Sicile, est une mannequin italienne, qui a été élue Miss Italie Univers 2020.

## Biographie

### Vie personnelle et éducation
Née le 6 juin 1993, Viviana Vizzini s'installe à Londres, en Angleterre puis en Espagne.
Viviana Vizzini est titulaire d'un baccalauréat en comptabilité et a également fréquenté l'eCampus de l'Université de Telematica à Novedrate.

### Miss Italie Univers 2020
Viviana Vizzini est couronné au concours Miss Italie Univers 2020 le 21 décembre 2020. En tant que gagnante, Viviana Vizzini représentera l'Italie au concours Miss Univers 2020.